# Щелкуны (род)
Щелкуны (Elater) — род жуков-щелкунов из подсемейства Elaterinae.

## Этимология
Название рода — Elater, произошло из греч. ελατηρ- — «тот, который водит, швыряет, приводит в движение», несомненно, это название дано щелкуну благодаря его прыжку.

## Распространение
Распространены повсеместно. Большее количество видов в Индо-Малайзии. В Неарктике распространены 10 видов.

## Описание
Щелкуны крупных размеров, имеют одноцветную окраску. Усики у самок и самцов остро пиловидные начиная с третьего сегмента. Швы переднегруди двойные, едва изогнутые внутрь, не углублённые. Задний отросток переднегруди горизонтальный. Бедренные покрышки задних тазиков резко сужаются, отступая от задних тазиков, с зубцом на расширенной части. Все сегменты лапок без лопастинок.

## Список видов
В составе рода:
- Elater abruptus
- Elater balteatus
- Elater bimaculatus
- Elater cardisce
- Elater castanidens
- Elater cinnaberinus
- Elater cinnamomeus
- Elater coccineus
- Elater dorsalis
- Elater elegantulus
- Elater erythrogonus
- Elater ferrugineus
- Elater fulvus
- Elater fuscatus
- Elater glabratus
- Elater habunensis
- Elater inaequalis
- Elater lecontei
- Elater lepidus
- Elater melanurus
- Elater nigerrimus
- Elater nigricans
- Elater nigroflavus
- Elater obliquus
- Elater occitanicus
- Elater ochropterus
- Elater pedalis
- Elater perplexus
- Elater phelpsi
- Elater pomorum
- Elater praeustus
- Elater pygmaeus
- Elater rubricollis
- Elater ruficeps
- Elater rugosus
- Elater sanguineus
- Elater sanguinolentus
- Elater sieboldi
- Elater sinuatus
- Elater tartareus
- Elater thoracicus
- Elater tristis